# Lets curlingteam (vrouwen)
Het Letse curlingteam vertegenwoordigt Letland in internationale curlingwedstrijden.

## Geschiedenis
Letland nam voor het eerst deel aan een groot toernooi tijdens het Europees kampioenschap van 2002 in het Zwitserse Grindelwald. Letland beëindigde het toernooi met vier overwinningen en een verdienstelijke veertiende plaats in het eindklassement. De volgende jaren groeide Letland uit tot een stabiele middenmoter in de B-divisie, die echter nooit aanspraak kon maken op promotie. Daar kwam in 2009 verandering in. Letland won de B-divisie van dat jaar en mocht zo in 2010 voor het eerst deelnemen aan het elitetoernooi. Daar eindigden de Letten op de achtste plaats, waardoor ze ook in 2011 in de A-divisie mochten aantreden. Ditmaal werd echter de negende plaats het eindresultaat, waardoor Letland opnieuw naar de B-divisie zakte. In 2012 kon het Letse team echter meteen zijn terugkeer naar het hoogste toernooi afdwingen door opnieuw de B-divisie te winnen. In 2018 werd de beste Letse prestatie tot nog toe neergezet: het team onder leiding van skip Iveta Staša-Šaršūne eindigde op de vijfde plaats. Momenteel vertoeft Letland in de B-divisie.
In 2010 mocht Letland voor het eerst deelnemen aan het wereldkampioenschap. Het land had zich geplaatst voor het toernooi door de challenges op het EK 2009 van Finland te winnen. Op het WK kon Letland echter slechts één van z'n elf wedstrijden winnen, waardoor het troosteloos laatste eindigde. In 2013 nam Letland voor de tweede keer deel aan het wereldkampioenschap. Letland was als organisator rechtstreeks geplaatst, maar kon het thuisvoordeel niet benutten en eindigde wederom laatste, een plaats die het land ook in 2014 en 2019 bezette. Voor de Olympische Winterspelen wist Letland zich tot op heden nog niet te plaatsen.

## Letland op het wereldkampioenschap
| Jaar | Plaats        | Skip          | WG            | W             | V             | PV            | PT            |
| ---- | ------------- | ------------- | ------------- | ------------- | ------------- | ------------- | ------------- |
| 1992 | Geen deelname | Geen deelname | Geen deelname | Geen deelname | Geen deelname | Geen deelname | Geen deelname |
| 1993 | Geen deelname | Geen deelname | Geen deelname | Geen deelname | Geen deelname | Geen deelname | Geen deelname |
| 1994 | Geen deelname | Geen deelname | Geen deelname | Geen deelname | Geen deelname | Geen deelname | Geen deelname |
| 1995 | Geen deelname | Geen deelname | Geen deelname | Geen deelname | Geen deelname | Geen deelname | Geen deelname |
| 1996 | Geen deelname | Geen deelname | Geen deelname | Geen deelname | Geen deelname | Geen deelname | Geen deelname |
| 1997 | Geen deelname | Geen deelname | Geen deelname | Geen deelname | Geen deelname | Geen deelname | Geen deelname |
| 1998 | Geen deelname | Geen deelname | Geen deelname | Geen deelname | Geen deelname | Geen deelname | Geen deelname |
| 1999 | Geen deelname | Geen deelname | Geen deelname | Geen deelname | Geen deelname | Geen deelname | Geen deelname |
| 2000 | Geen deelname | Geen deelname | Geen deelname | Geen deelname | Geen deelname | Geen deelname | Geen deelname |
| 2001 | Geen deelname | Geen deelname | Geen deelname | Geen deelname | Geen deelname | Geen deelname | Geen deelname |
| 2002 | Geen deelname | Geen deelname | Geen deelname | Geen deelname | Geen deelname | Geen deelname | Geen deelname |
| 2003 | Geen deelname | Geen deelname | Geen deelname | Geen deelname | Geen deelname | Geen deelname | Geen deelname |
| 2004 | Geen deelname | Geen deelname | Geen deelname | Geen deelname | Geen deelname | Geen deelname | Geen deelname |
| 2005 | Geen deelname | Geen deelname | Geen deelname | Geen deelname | Geen deelname | Geen deelname | Geen deelname |
| 2006 | Geen deelname | Geen deelname | Geen deelname | Geen deelname | Geen deelname | Geen deelname | Geen deelname |
| 2007 | Geen deelname | Geen deelname | Geen deelname | Geen deelname | Geen deelname | Geen deelname | Geen deelname |
| 2008 | Geen deelname | Geen deelname | Geen deelname | Geen deelname | Geen deelname | Geen deelname | Geen deelname |

| Jaar | Plaats        | Skip                | WG            | W             | V             | PV            | PT            |
| ---- | ------------- | ------------------- | ------------- | ------------- | ------------- | ------------- | ------------- |
| 2009 | Geen deelname | Geen deelname       | Geen deelname | Geen deelname | Geen deelname | Geen deelname | Geen deelname |
| 2010 | 12            | Iveta Staša-Šaršūne | 11            | 1             | 10            | 37            | 91            |
| 2011 | Geen deelname | Geen deelname       | Geen deelname | Geen deelname | Geen deelname | Geen deelname | Geen deelname |
| 2012 | Geen deelname | Geen deelname       | Geen deelname | Geen deelname | Geen deelname | Geen deelname | Geen deelname |
| 2013 | 12            | Iveta Staša-Šaršūne | 11            | 1             | 10            | 55            | 87            |
| 2014 | 12            | Evita Regža         | 11            | 1             | 10            | 41            | 91            |
| 2015 | Geen deelname | Geen deelname       | Geen deelname | Geen deelname | Geen deelname | Geen deelname | Geen deelname |
| 2016 | Geen deelname | Geen deelname       | Geen deelname | Geen deelname | Geen deelname | Geen deelname | Geen deelname |
| 2017 | Geen deelname | Geen deelname       | Geen deelname | Geen deelname | Geen deelname | Geen deelname | Geen deelname |
| 2018 | Geen deelname | Geen deelname       | Geen deelname | Geen deelname | Geen deelname | Geen deelname | Geen deelname |
| 2019 | 13            | Iveta Staša-Šaršūne | 12            | 1             | 11            | 70            | 98            |
| 2021 | Geen deelname | Geen deelname       | Geen deelname | Geen deelname | Geen deelname | Geen deelname | Geen deelname |
| 2022 | Geen deelname | Geen deelname       | Geen deelname | Geen deelname | Geen deelname | Geen deelname | Geen deelname |
| 2023 | Geen deelname | Geen deelname       | Geen deelname | Geen deelname | Geen deelname | Geen deelname | Geen deelname |
| 2024 | Geen deelname | Geen deelname       | Geen deelname | Geen deelname | Geen deelname | Geen deelname | Geen deelname |
| 2025 | Geen deelname | Geen deelname       | Geen deelname | Geen deelname | Geen deelname | Geen deelname | Geen deelname |

## Letland op het Europees kampioenschap
| Jaar | Plaats        | Skip           | WG            | W             | V             | PV            | PT            |
| ---- | ------------- | -------------- | ------------- | ------------- | ------------- | ------------- | ------------- |
| 1991 | Geen deelname | Geen deelname  | Geen deelname | Geen deelname | Geen deelname | Geen deelname | Geen deelname |
| 1992 | Geen deelname | Geen deelname  | Geen deelname | Geen deelname | Geen deelname | Geen deelname | Geen deelname |
| 1993 | Geen deelname | Geen deelname  | Geen deelname | Geen deelname | Geen deelname | Geen deelname | Geen deelname |
| 1994 | Geen deelname | Geen deelname  | Geen deelname | Geen deelname | Geen deelname | Geen deelname | Geen deelname |
| 1995 | Geen deelname | Geen deelname  | Geen deelname | Geen deelname | Geen deelname | Geen deelname | Geen deelname |
| 1996 | Geen deelname | Geen deelname  | Geen deelname | Geen deelname | Geen deelname | Geen deelname | Geen deelname |
| 1997 | Geen deelname | Geen deelname  | Geen deelname | Geen deelname | Geen deelname | Geen deelname | Geen deelname |
| 1998 | Geen deelname | Geen deelname  | Geen deelname | Geen deelname | Geen deelname | Geen deelname | Geen deelname |
| 1999 | Geen deelname | Geen deelname  | Geen deelname | Geen deelname | Geen deelname | Geen deelname | Geen deelname |
| 2000 | Geen deelname | Geen deelname  | Geen deelname | Geen deelname | Geen deelname | Geen deelname | Geen deelname |
| 2001 | Geen deelname | Geen deelname  | Geen deelname | Geen deelname | Geen deelname | Geen deelname | Geen deelname |
| 2002 | 14            | Ilva Beizaka   | 9             | 4             | 5             | 63            | 97            |
| 2003 | 16            | Iveta Staša    | 8             | 3             | 5             | 61            | 73            |
| 2004 | 15            | Ilona Ratniece | 5             | 3             | 2             | 48            | 43            |
| 2005 | 14            | Iveta Staša    | 8             | 5             | 3             | 71            | 50            |
| 2006 | 17            | Evita Regža    | 5             | 2             | 3             | 38            | 47            |
| 2007 | 19            | Anete Zābere   | 5             | 2             | 3             | 30            | 38            |

| Jaar | Plaats | Skip                | WG | W | V | PV | PT |
| ---- | ------ | ------------------- | -- | - | - | -- | -- |
| 2008 | 15     | Iveta Staša-Šaršūne | 4  | 2 | 2 | 26 | 26 |
| 2009 | 11     | Iveta Staša-Šaršūne | 10 | 9 | 1 | 79 | 49 |
| 2010 | 8      | Evita Regža         | 12 | 3 | 9 | 55 | 94 |
| 2011 | 9      | Ineta Mača          | 9  | 1 | 8 | 37 | 84 |
| 2012 | 11     | Iveta Staša-Šaršūne | 12 | 9 | 3 | 83 | 64 |
| 2013 | 7      | Evita Regža         | 9  | 3 | 6 | 48 | 74 |
| 2014 | 9      | Iveta Staša-Šaršūne | 9  | 1 | 8 | 37 | 73 |
| 2015 | 13     | Evita Regža         | 11 | 8 | 3 | 81 | 65 |
| 2016 | 16     | Santa Blumberga     | 9  | 5 | 4 | 63 | 63 |
| 2017 | 12     | Iveta Staša-Šaršūne | 11 | 7 | 4 | 87 | 63 |
| 2018 | 5      | Iveta Staša-Šaršūne | 9  | 4 | 5 | 61 | 69 |
| 2019 | 10     | Iveta Staša-Šaršūne | 9  | 1 | 8 | 39 | 78 |
| 2021 | 12     | Evelīna Barone      | 11 | 7 | 4 | 80 | 69 |
| 2022 | 10     | Santa Blumberga     | 9  | 0 | 9 | 41 | 82 |
| 2023 | 14     | Evelīna Barone      | 11 | 7 | 4 | 83 | 53 |
| 2024 | 17     | Evita Regža         | 9  | 3 | 6 | 52 | 72 |

Andorra · Australië · België · Brazilië · Bulgarije · Canada · China · Chinees Taipei · Denemarken · Duitsland · Engeland · Estland · Filipijnen · Finland · Frankrijk · Groot-Brittannië · Hongarije · Hongkong · Ierland · Italië · Jamaica · Japan · Kazachstan · Kenia · Kroatië · Letland · Litouwen · Luxemburg · Mexico · Nederland · Nieuw-Zeeland · Nigeria · Noorwegen · Oekraïne · Oostenrijk · Polen · Portugal · Qatar · Roemenië · Rusland · Schotland · Servië · Slovenië · Slowakije · Spanje · Thailand · Tsjechië · Tsjecho-Slowakije · Turkije · Verenigde Staten · Wales · Wit-Rusland · Zuid-Korea · Zweden · Zwitserland